# Списък на побратимени градове на Северна Македония
Тази статия е списък на побратимените градове на градовете в Северна Македония. Понякога се използват други термини, като „партньорски градове“.

### Скопие
- Брадфорд, Обединено кралство (от 1961 г.)
- Дижон, Франция (от 1961 г.)
- Ташкент, Узбекистан (от 1966 г.)
- Дрезден, Германия (от 1967 г.)
- Темпи, Аризона, САЩ (от 1971 г.)
- Йист Йорк, Торонто, Канада (от 1971 г.)
- Рубе, Франция (от 1973 г.)
- Варем, Белгия (от 1974 г.)
- Нюрнберг, Германия (от 1982 г.)
- Хлеф, Алжир (от 1983 г.)
- Нанчан, Китай (от 1985 г.)
- Маниса, Турция (от 1985 г.)
- Суец, Египет (от 1985 г.)
- Питсбърг, Пенсилвания, САЩ (от 2001 г.)
- Истанбул, Турция (от 2003 г.)
- Лече, Италия (от 2005 г.)
- Крайова, Румъния (от 2005 г.)
- Благоевград, България (от 2006 г.)
- Белград, Сърбия (от 2006 г.)
- Подгорица, Черна гора
- Перник, България
- Сарагоса, Испания
- Любляна, Словения
- Адана, Турция

### Куманово
- Габрово, България
- Пловдив, България

### Битоля
- Бурса, Турция
- Велико Търново, България
- Епинал, Франция
- Земун, Сърбия
- Кайзерслаутерн, Германия
- Кран, Словения
- Кременчуг, Украйна
- Перник, България
- Плевен, България
- Призрен, Косово
- Пушкин, Русия
- Риека, Хърватия
- Рокдейл, Австралия

### Прилеп
- Асеновград, България

### Велес
- Перник, България
- Свищов, България

### Охрид[1]
- Крагуевац, Сърбия, от 1977
- Винковци, Хърватско, от 1979
- Пиран, Словения, от 1981
- Волонгонг, Австралия, от 1981
- Уиндзор, Канада, от 1981
- Будва, Черна гора, от 1984
- Поградец, Албания, от 2002
- Кан, Франция, от 2009
- Ялова, Турция, от 2010
- Пловдив, България, от 1999
- Несебър, България, от 2000
- Земун, Сърбия, от 2003
- Далиен, Китай, от 2003
- Район Банкя на София, от 2004
- Лесковац, Сърбия, от 2005
- Птуй, Словения, от 2005
- Велико Търново, България, от 2006
- Синая, Румъния, от 2006
- Газиосманпаша, Турция, от 2006

### Кавадарци
- Болевац, Сърбия
- Добрич, България
- Перник, България
- Плевен, България

### Кочани
- Йенифоча, Турция
- Казанлък, България
- Сигетсентмиклош, Унгария

### Гевгели
- Севлиево, България

### Неготино
- Попово, България

### Дебър
- Видин, България

### Царево село
- Благоевград, България
- Жирардов, Полша